# 山麓

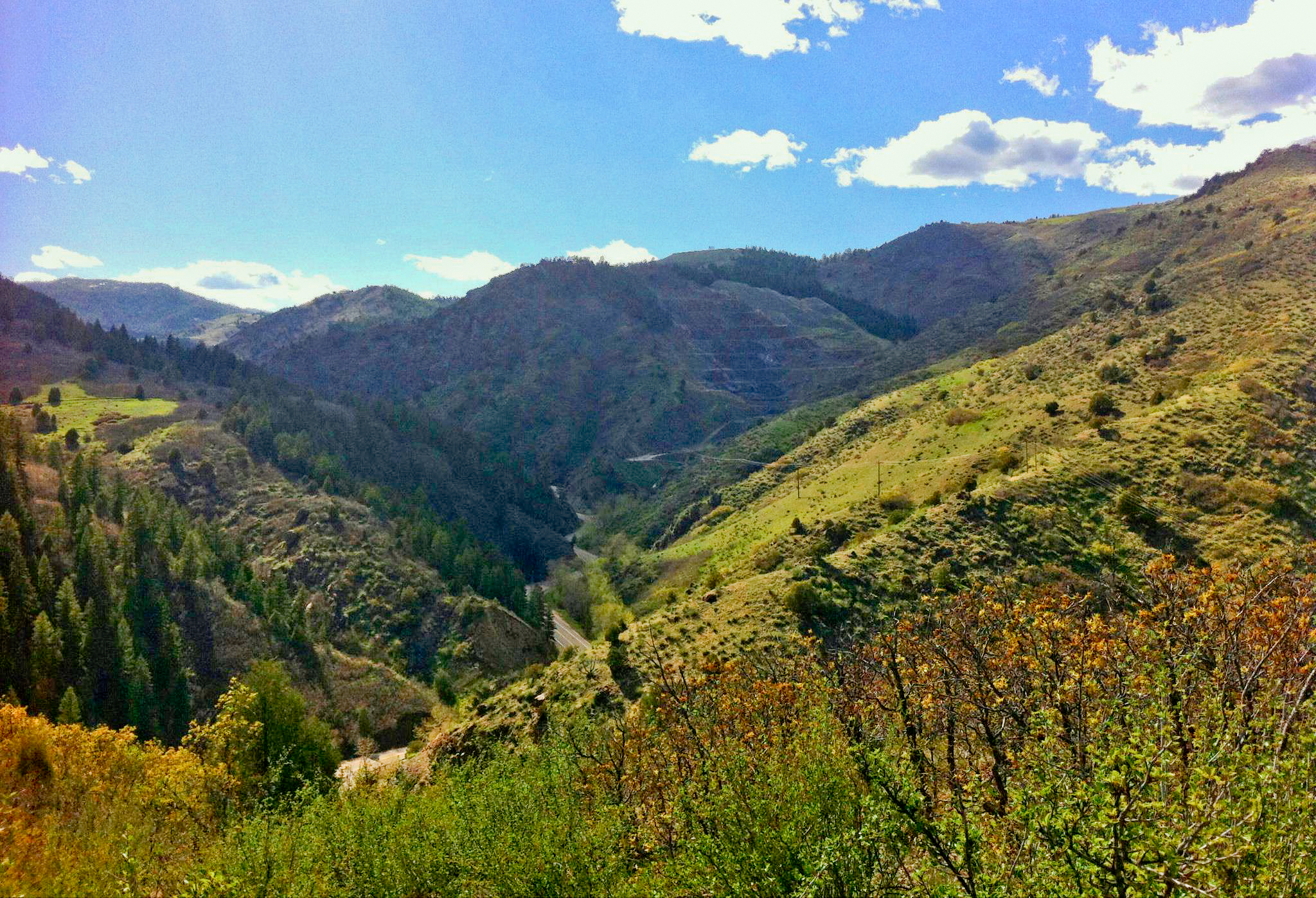
美国科罗拉多州丹佛附近的落基山麓

山麓（音ㄌㄨˋ,lù）（英語：piedmont；日語：麓/Fumoto* （页面存档备份，存于）/？）也称山脚（foothills）指山地和高地边缘与周圍低地和盆地相接的过渡地带，地形上常見為介於平原与山地余脉之间海拔逐渐增高的丘陵，常见的地貌景观包括冲积扇和厚层的松散沉积物，其生物群系属于亚山地带（submontane zone）。

## 山麓冰川
山麓冰川通常由多条山谷冰川从山地流出向平原地区作扇形伸展并相互连接而成，介于山岳冰川和大陆冰川之间的一种过渡冰川。典型的山麓冰川有阿拉斯加在北太平洋沿岸的冰川（比如阿拉斯加狭地连接部的马拉斯皮纳冰川），还有南极洲的恩迪沃尔皮德蒙特冰川。